# Krylovia
Krylovia là một chi thực vật có hoa trong họ Cúc (Asteraceae).

## Loài
Chi Krylovia gồm các loài: